# Bhopal (huyện)
Huyện Bhopal là một huyện thuộc bang Madhya Pradesh, Ấn Độ. Thủ phủ huyện Bhopal đóng ở Bhopal. Huyện Bhopal có diện tích 2772 ki lô mét vuông. Đến thời điểm năm 2001, huyện Bhopal có dân số 1836784 người.